# Thami (Armbrust)
Die Thami ist eine Armbrust aus Siam und Burma.

## Beschreibung
Die Thami besteht aus Hartholz. Die Thami besitzt keine Spannhilfe und wird nur mit der Kraft der Arme und Beine gespannt. Der Schaft ist so gearbeitet das der Bogen aus dem Schaft entfernt und durch andere Bogen mit unterschiedlicher Stärke ausgetauscht, oder zum leichteren Transport zerlegt werden kann. Die Pfeile sind aus Bambus und besitzen statt Federn eingesetzte Blätter zur Flugstabilisierung. 
Die Thami besitzen je nach Bogenart eine sehr hohe Durchschlagskraft. Die siamesischen Jäger und Krieger besaßen große Erfahrung im Umgang mit der Armbrust und nutzten sie meist auf kurzen Entfernungen. Die Pfeile waren immer mit Gift bestrichen, was ermöglichte auch größere Tiere zu jagen. Das Gift, das sie benutzten, war am wirksamsten kurz nach der Herstellung, wenn es noch frisch war. Nach einem Treffer der die Haut durchdrang, waren Elefanten, Tiger, und Rhinozerosse nach einer Laufstrecke von wenigen 100 Metern verendet. Die Thami waren in den Bergregionen Nordsiams weit verbreitet und unterscheiden sich stark in ihren Abmessungen.